# Leo Bardischewski
Leo August Bardischewski (* 3. November 1914 in Danzig-Langfuhr; † 27. Oktober 1995 in München) war ein deutscher Hörspiel- und Synchronsprecher, Theater- und Fernsehschauspieler.

## Leben
Als Synchronsprecher war Bardischewski als die Stimme des Miraculix in zwei Asterix-Streifen zu hören. Auch Fred Astaire (Der Goldene Regenbogen, 1968 und Flammendes Inferno, 1974) lieh er seine Stimme. Er sprach den Geheimrat in der Zeichentrickserie Heidi (1974) und den WikingerUrobe in Wickie und die starken Männer (1974–1975). Am unvergesslichsten bleibt er wohl als die deutsche Stimme von James Finlayson in etlichen Laurel-und-Hardy-Filmen.
Neben seiner Theatertätigkeit spielte Leo Bardischewski auch in einigen Kino- und Fernsehfilmen mit. So bereits 1977 in Ein ganz und gar verwahrlostes Mädchen und 1985 in Wodzeck. In den Serien Der Kommissar und Tatort hatte er ab 1969 in mehreren Episoden Auftritte. Er lieh auch ab 1983 die Stimme des Onkel „Travelling“ Matt in Die Fraggles.
Als Hörspielsprecher konnte man ihn beispielsweise 1959 in dem einzigen vom BR produzierten Paul-Temple-Hörspiel, nämlich in Paul Temple und der Conrad-Fall erleben, sowie in Meister Eder und sein Pumuckl als einer der beiden Autofahrer in Pumuckl passt auf an der Seite von Jörg Hube.
Bardischewski starb am 27. Oktober 1995 eine Woche vor seinem 81. Geburtstag und wurde auf dem Münchner Waldfriedhof in einem Urnengrab, Gräberfeld 451, Reihe U3, Grabnummer 195, beigesetzt.

## Filmografie (Auswahl)
- 1962: Sie schreiben mit (TV-Serie, Folge: Zwischenfall im D-Zug)
- 1963: Funkstreife Isar 12 (TV-Serie), mit Wilmut Borell und Karl Tischlinger
- 1963: Die sanfte Tour (TV-Serie, Folge: Der Baron und die Schirme)
- 1966: Der Nachtkurier meldet (TV-Serie, Folge: Der Mann ohne Namen)
- 1967: Graf Yoster gibt sich die Ehre (TV-Serie), mit Lukas Ammann und Wolfgang Völz
- 1968: Der Vater und sein Sohn (Fernsehserie)
- 1968: Die seltsamen Methoden des Franz Josef Wanninger: (TV-Serie), mit Beppo Brem und Maxl Graf (Folge:Süßigkeiten)
- 1978: Liebe und Abenteuer
- 1978: Tatort – Schwarze Einser (Fernsehreihe)
- 1981: Céleste
- 1985: Wodzeck
- 1986: Kir Royal (Fernsehserie)
- 1986: Quadrille (TV)
- 1987: Eine Reise nach Deutschland (TV) – von Heidi Genée
- 1988: Tatort – Spuk aus der Eiszeit
- 1992: Tatort – Camerone
- 1992: Beste Gelegenheit zum Sterben
- 1992: Das kleine Gespenst (Stimme)
- 1993: Ludwig 1881

## Hörspiele (Auswahl)
- 1953: Carl Zuckmayer: Ulla Winblad oder Musik und Leben des Carl Michael Bellmann – Regie: Walter Ohm (Hörspiel – BR/RB/SWF)
- 1966: Dorothy L. Sayers: Glocken in der Neujahrsnacht (4 Teile) (Jack Godfrey) – Regie: Otto Kurth (Hörspielbearbeitung, Kriminalhörspiel – BR)